# Občine Francije
Občina ali komuna (francoska izgovorjava: [kɔmyn]) je raven upravne delitve v Francoski republiki. Francoske občine so analogne civilnim okrožjem in združenim občinam v Združenih državah in Kanadi, Gemeinden v Nemčiji, comuni v Italiji ali municipios v Španiji. Občine temeljijo na zgodovinskih geografskih skupnostih ali vaseh in imajo pomembna pooblastila za upravljanje prebivalstva in zemlje na pokritem geografskem območju. Komune so upravne enote četrte stopnje v Franciji.
Občine se zelo razlikujejo po velikosti in površini, od velikih mest z milijoni prebivalcev, kot je Pariz, do majhnih zaselkov z le peščico prebivalcev. Občine običajno temeljijo na že obstoječih vaseh in olajšajo lokalno upravljanje. Vse občine imajo imena, vendar niso vsa imenovana geografska območja ali skupine ljudi, ki prebivajo skupaj, občine (lieu dit ali bourg), razlika je v pomanjkanju upravnih pristojnosti. Razen občinskih okrožij največjih mest so občine najnižja raven upravne razdelitve v Franciji in jih vodijo izvoljeni uradniki, vključno z županom (maire) in občinskim svetom (conseil municipal). Imajo obsežna avtonomna pooblastila za izvajanje nacionalne politike.

## Terminologija
Komuna je najmanjša in najstarejša upravna enota v Franciji. Commune je zgodovinsko povezana s socialističnimi in kolektivističnimi političnimi gibanji in filozofijami. Ta asociacija deloma izvira iz vzpona pariške komune leta 1871, ki bi jo lahko bolj posrečeno poimenovali v vzpon mesta Pariz.
Francoska beseda komuna se je pojavila v 12. stoletju, iz srednjeveške latinščine communia, za veliko zbiranje ljudi, ki si delijo skupno življenje; iz latinščine communis, »stvari, ki so skupne«.

## Splošno

### Število komun
Januarja 2021 je bilo v Franciji 35.083 komun, od tega 34.836 v metropolitanski Franciji, 129 v čezmorskih departmajih in 83 v čezmorskih skupnostih in Novi Kaledoniji. To je precej višja vsota kot v kateri koli drugi evropski državi, saj francoske občine še vedno v veliki meri odražajo delitev Francije na vasi ali župnije v času francoske revolucije.
|                  | Metropolitanska Francija(1) | čezmorska Francija(2) |
| ---------------- | --------------------------- | --------------------- |
| Marec 1861       | 37.510                      | n/a                   |
| Marec 1866       | 37.548                      | n/a                   |
| 6, marec 1921    | 37.963                      | n/a                   |
| 7. marec 1926    | 37.981                      | n/a                   |
| 8. marec 1931    | 38.004                      | n/a                   |
| 8. marec 1936    | 38.014                      | n/a                   |
| 1. januar 1947   | 37.983                      | n/a                   |
| 10. maj 1954     | 38.000                      | n/a                   |
| 7. marec 1962    | 37.962                      | n/a                   |
| 1. marec 1968    | 37.708                      | n/a                   |
| 1. januar 1971   | 37.659                      | n/a                   |
| 20. februar 1975 | 36.394                      | n/a                   |
| 1. januar 1978   | 36.382                      | n/a                   |
| 1. marec 1982    | 36.433                      | 211                   |

|                | Metropolitanska Francija(1) | Čezmorska Francija(2) |
| -------------- | --------------------------- | --------------------- |
| 1. marec 1985  | 36.631                      | 211                   |
| 1. marec 1990  | 36.551                      | 212                   |
| 1. januar 1999 | 36.565                      | 214                   |
| 1. januar 2000 | 36.567                      | 214                   |
| 1. januar 2001 | 36.564                      | 214                   |
| 1. januar 2002 | 36.566                      | 214                   |
| 1. januar 2003 | 36.565                      | 214                   |
| 1. januar 2004 | 36.569                      | 214                   |
| 1. januar 2005 | 36.571                      | 214                   |
| 1. januar 2006 | 36.572                      | 214                   |
| 1. januar 2007 | 36.570                      | 214                   |
| 1. januar 2008 | 36.569                      | 212                   |
| 1. januar 2021 | 34.836                      | 212                   |

Celotno ozemlje Francoske republike je razdeljeno na občine; celo nenaseljene gore ali deževni gozdovi so odvisni od komune za njihovo upravljanje. Obstaja le nekaj izjem:
- COM (collectivité d'outre-mer, tj. čezmorska skupnost) Saint-Martina (33.102 prebivalcev). Prej je bila občina znotraj regije Guadeloupe. Struktura občine je bila ukinjena, ko je Saint-Martin 22. februarja 2007 postal čezmorska skupnost.
- COM Wallisa in Futune (14.944 prebivalcev), ki je še vedno razdeljen na tri tradicionalna poglavarstva.
- COM Saint Barthélemy (6852 prebivalcev). Prej je bila občina znotraj regije Guadeloupe. Struktura občine je bila ukinjena, ko je Saint-Barthélemy 22. februarja 2007 postal čezmorska skupnost.

Poleg tega dve regiji brez stalnega prebivališča nimata občin:
- TOM (territoire d'outre-mer, tj. čezmorsko ozemlje) francoskih južnih in antarktičnih dežel (brez stalnega prebivalstva, približno 200 stalnih znanstvenikov, vojakov in meteorologov)
- Otok Clipperton v Tihem oceanu (nenaseljen)

### Površina tipične občine
V metropolitanski Franciji je bila povprečna površina občine leta 2004 14,88 kvadratnih kilometrov. Srednje območje občin metropolitanske Francije je bilo ob popisu leta 1999 še manjše, in sicer 10,73 kvadratnih kilometrov. Srednja površina je boljše merilo površine tipične francoske občine.
Občine francoskih čezmorskih departmajev, kot sta Réunion in Francoska Gvajana, so velike po francoskih standardih. Običajno združujejo v isto občino več vasi ali mest, med katerimi so pogosto velike razdalje. Na Réunionu sta demografska ekspanzija in obsežna urbanizacija povzročili upravno delitev nekaterih občin.

### Prebivalstvo tipične občine
Povprečno število prebivalcev metropolitanskih občin Francije je bilo po popisu leta 1999 380 prebivalcev. Tudi to je zelo majhno število in tu stoji Francija v Evropi popolnoma ločeno, z najnižjo povprečno populacijo občin med vsemi evropskimi državami. To majhno povprečno število prebivalcev francoskih občin lahko primerjamo z Italijo, kjer je bilo leta 2001 povprečno število prebivalcev občin 2343 prebivalcev, Belgijo (11.265 prebivalcev) ali celo Španijo (564 prebivalcev).
Tukaj navedena povprečna populacija ne sme skriti dejstva, da med francoskimi občinami obstajajo izrazite razlike v velikosti. Kot je bilo omenjeno v uvodu, je lahko občina mesto z 2 milijonoma prebivalcev, kot je Pariz, mesto z 10.000 prebivalci ali le zaselek z 10 prebivalci. Povprečna populacija nam pove, da ima velika večina francoskih občin le nekaj sto prebivalcev; vendar obstaja tudi majhno število komun znotraj veliko večje populacije.
V metropolitanski Franciji ima 57 odstotkov od 36.683 občin manj kot 500 prebivalcev in te manjše občine s 4.638.000 prebivalci predstavljajo le 7,7 odstotka celotnega prebivalstva. Z drugimi besedami, le 8 odstotkov francoskega prebivalstva živi v 57 odstotkih njenih občin, medtem ko jih je 92 odstotkov skoncentriranih v preostalih 43 odstotkih.
Šest vasi, uničenih v prvi svetovni vojni med bitko pri Verdunu (1916), nikoli ni bilo obnovljenih. Vse so v departmaju Meuse. Po vojni je padla odločitev o nezdružljivosti ozemlja uničenih vasi z ostalimi komunami, kot oporoka vasi, ki so »umrle za državo«, in ohranitev spomina nanje. Naslednje komune so popolnoma nenaseljene, upravlja pa jih svet treh članov določenih s strani prefekta departmaja Meuse:
- Beaumont-en-Verdunois,
- Bezonvaux,
- Cumières-le-Mort-Homme,
- Fleury-devant-Douaumont,
- Haumont-près-Samogneux,
- Louvemont-Côte-du-Poivre.

### Status komune
Navkljub velikanskim razlikam v številu prebivalstva ima vsaka od komun svojega župana (maire) in občinski svet (conseil municipal), ki upravljata komuno iz mestne hiše (Hôtel de Ville) s povsem enakimi pooblastili ne glede na velikost komune. Edina izjema je Pariz, kjer je mestna policija podrejena državi in ne županu. Ta poenotenost statusa je nedvomno zapuščina francoske revolucije, ki je želela odstraniti krajevne značilnosti in velikanske razlike v statusu komun za časa rojalistične Francije.
Francoska zakonodaja upošteva velike razlike v velikosti občin na številnih področjih upravnega prava. Velikost občinskega sveta, način volitev občinskega sveta, najvišja dovoljena plača župana in podžupanov ter omejitve občinskega financiranja kampanj (med drugim) so odvisni od populacijskega sloja, v katerega sodi določena občina.
Od zakona PLM iz leta 1982 imajo tri francoske občine poseben status, saj so nadalje razdeljene na občinska okrožja: to so Pariz, Marseille in Lyon. Občinsko okrožje je edina upravna enota pod občino v Francoski republiki, vendar obstaja le v teh treh občinah. Teh občinskih okrožij ne smemo zamenjevati z okrožji, ki so pododdelki francoskih departmajev: francoske občine veljajo za pravne osebe, medtem ko občinska okrožja, nasprotno, nimajo uradne zmogljivosti in lastnega proračuna.
Pravice in obveznosti občin ureja Général des collectivités territoriales (CGCT), ki je s sprejetjem zakona z dne 21. februarja 1996 o zakonodaji in dekretom št. april 2000 za predpise.
Od leta 1794 do 1977 - razen nekaj mesecev v letih 1848 in 1870-1871 - Pariz ni imel župana in ga je tako neposredno nadzoroval departmajski prefekt. To je pomenilo, da je imel Pariz manj avtonomije kot najmanjša vas. Tudi potem, ko je Pariz leta 1977 ponovno pridobil pravico voliti svojega župana, je centralna vlada obdržala nadzor nad pariško policijo. V vseh drugih francoskih občinah je občinska policija pod nadzorom župana.

## Zgodovina komune
Francoske komune so bile ustanovljene na začetku francoske revolucije v letih 1789-1790.

### Francosko kraljestvo
Pred francosko revolucijo je bil najnižji nivo administrativne porazdelitve župnija (paroisse), katere osnova je bila cerkev z okoliškimi hišami in kmetijskim zemljiščem okoli njih, vendar pa niso imele občinskih struktur postrevolucionarnih komun. Poleg župnij so obstajala mesta z ustanovno listino, ki so jo dobila ali od kralja samega ali od krajevnih grofov, vojvod (npr. Toulouse). Le-ta so bila sestavljena iz več župnij, običajno zaprta z obrambnim zidovjem. Ta mesta so bila osamosvojena moči fevdalne gospode v 12. in 13. stoletju, upravljana pa so bila preko mestnih teles, ki so bila dokaj podobna bodočim komunam razen dveh stvari: 1- mestna telesa niso bila demokratična, po navadi so bila v rokah kakšne bogate družine, ki ji je sčasoma bil podeljen plemiški naslov; 2- ni bilo poenotenega statusa, vsako tako mesto je imelo svoj status in svojstveno ureditev. Na severu Francije so se mesta nagibala k upravljanju s strani échevins (sodnikov), medtem ko so na jugu prevladovali konzuli (v povezavi z antičnim Rimom). Izjema sta bila Bordeaux, katerega je upravljal jurat (zaprisežen), in Toulouse s capitouls (predstojnik kapitlja).

### Francoska revolucija
14. julija 1789 je bil po padcu bastilje Jacques de Flesselles župan, predstojnik trgovcev, ubit na stopnicah pariške mestne hiše. Čeprav so v tedanjem času predstojniki trgovcev predstavljali neodvisnost Pariza in so celo odprto nasprotovali kralju Karlu V., njihovi uradi pa začasno ukinjeni, nato pa vzpostavljeni nazaj s strogim kraljevim nadzorom, so bili v očeh ljudstva le še en krajevni predstavnik kralja in ne več utelešenje svobodnega mesta.
Po tem dogodku je bila v trenutku vzpostavljena Pariška komuna, ki je zamenjala staro srednjeveško obliko, ustanovljena pa je bila tudi mestna garda za zaščito Pariza pred poskusom kralja Ludvika XVI. zadušiti revolucijo. Več drugih mest je hitro sledilo Parizu, tako da so se komune vzpostavljale povsod, vsaka s svojo vojsko. 14. decembra 1789 je Narodni ustanovitveni zbor (Assemblée Nationale) izglasoval zakon o ustanovitvi komun kot najnižjega nivoja administrativne porazdelitve Francije, tako potrdil samostojno kreirane komune kot tudi na novo ustvaril številne druge. S tem je želel ustanoviti popolno družbo, v kateri bi bilo vse postavljeno z razlogom in ne zaradi tradicije ali konzervativizma.
Tako so revolucionarji ustanovili administrativne razdelke, ki bi bili enotni po celi državi: departmaje, razdeljene na okrožja, le-ta na kantone, ti pa na komune, brez izjeme. Vse te komune naj bi imele enakopravni status, vsaka bi imela na čelu svojega župana in občinski svet, ki bi bila izvoljena s strani prebivalcev komune. V vsaki taki komuni se je morala zgraditi mestna hiša, ki bo gostila srečanja občinskega sveta kot tudi administracijo. Sprva je bilo določeno nasprotovanje takšni razdrobitvi v več tisoč komun, vendar je na koncu prevladal Mirabeau in njegove ideje o eni komuni za vsako župnijo.
20. septembra 1792 je bilo vse zapisovanje rojstev, porok in smrti prenešeno z župnij na župane. Urejene so bile civilne poroke, izvajane v mestni hiši s ceremonijo, v kateri je župan nadomestil župnika, v imenu zakona (Au nom de la loi) pa je zamenjal v Božjem imenu. Te nenadne spremembe so temeljito odtujile pobožne katolike, Francija pa se je hitro znašla v državljanski vojni, z gorečimi verskimi pokrajinami zahodne Francije kot središčem. Mir se je vrnil s prihodom Napoleona I., ki je utrdil novi sistem in ga naredil sprejemljivega za prebivalstvo. Prav tako je ukinil izvolitev občinskih svetov, ki so bili sedaj izbrani s strani prefekta, krajevnega predstavnika osrednje vlade.

### Po francoski revoluciji
Danes je komuna v njenih splošnih načelih večinoma ostala taka kot na začetku francoske revolucije. Največje spremembe so se dogodile v letu 1831, ko je francoski Parlament ponovno vzpostavil načelo volitev občinskih svetov, in 1837, ko je komunam bila dodeljena zakonita občinska lastnina. Do tega leta je bil položaj s sodniškega stališča nepraktičen, kajti župani ali občinski sveti tako niso mogli biti stranke v postopkih na sodišču.
Med francosko revolucijo je bilo ustanovljenih približno 41.000 komun na ozemlju odgovarjajočem današnji Franciji. Od takrat so Francijo kot vso ostalo Evropo zadele velikanske spremembe: industrijska revolucija, dve svetovni vojni, selitve iz vasi v mesta so skrčile število prebivalstva na deželi in povečale velikost mest. Francoski administrativni razdelki so pri tem ostali zelo togi in nespremenjeni. Danes je približno 90 % komun in departmajev natanko takih, kot so bili ustanovljeni med revolucijo. Kot posledica imajo številne kmečke komune, ki so ob ustanovitvi imele več sto prebivalcev, sedaj le sto ali manj prebivalcev. Nasproti tem so kraji in mesta, ki so z naraščanjem prebivalstva s tem povečala ozemlje in prerasla takratne meje komune.
Pariz je dejansko ena od maloštevilnih komun, katerih meje so bile raztegnjene in je bila upoštevana razširitev mestnega ozemlja. Število komun se je postopoma zmanjšalo na 37.936 (leta 1921) in 36.568 (2004)

## Communes nouvelles
V Franciji se že dolgo pojavljajo pozivi k množičnemu združevanju občin, vključno s tako uglednimi glasovi, kot je predsednik Cour des Comptes (osrednji revizijski upravni organ v Franciji). Leta 1971 je zakon Marcellin ponudil podporo in denar vlade, da bi spodbudil komune k svobodnemu združevanju med seboj, vendar je imel zakon le omejen učinek (samo okoli 1300 komun se je strinjalo z združitvijo z drugimi). Številne podeželske občine z malo prebivalci imajo težave z vzdrževanjem in upravljanjem osnovnih storitev, kot so tekoča voda, odvoz smeti ali ustrezno asfaltirane komunalne ceste.
Združitev pa ni enostavno doseči. Eden od problemov je, da združitve zmanjšujejo število razpoložljivih izvoljenih položajev in zato niso priljubljene pri lokalnih politikih. Poleg tega državljani iz ene vasi morda nočejo, da bi njihove lokalne storitve vodil izvršni direktor iz druge vasi, za katerega menijo, da se ne zaveda ali je premalo pozoren na njihove lokalne potrebe.
Decembra 2010 je bil sprejet zakon št. 2010-1563 o reformi teritorialnih skupnosti, ki je ustvaril pravni okvir za Communes nouvelles (dobesedno »nove občine«). Commune nouvelle lahko nastane z združitvijo več občin na zahtevo občinskih svetov vseh občin ali na pobudo predstavnika države v departmaju (prefekta). Občinski svet nove občine se lahko odloči za ustanovitev communes déléguées (»pooblaščene občine«) na mestu prejšnjih občin, ki jih zastopata pooblaščeni župan in pooblaščeni svet. Med letoma 2012 in 2021 je bilo ustanovljenih okoli 820 novih komun, ki so nadomestile približno 2550 starih komun.

### Medobčinske povezave
Chevènementov zakon iz leta 1999 je z ukinitvijo nekaterih in ustanovitvijo novih struktur popolnoma preoblikoval sestavo medobčinskih skupnosti. V nasprotju s prejšnjimi zakoni je ta v prvih petih letih naletel na velik uspeh, z večino komun vključenih v medobčinske strukture.
Francija pozna dve vrsti medobčinskih struktur:
- strukture brez proračuna; to je osnovna oblika skupnosti. V glavnem gre tukaj za tradicionalna združenja z zbiranjem in prispevanjem denarja s strani komun, le-te pa lahko v vsakem času zapustijo združenje. Združenja so lahko ustanovljena za določene namene ali pa se ukvarjajo z različnimi stvarmi Take strukture so bile z zakonom nedotaknjene in sedaj nazadujejo.
- strukture s proračunom; le-teh se je dotaknil Chevènementov zakon, ki razlikuje tri vrste takih struktur: skupnost občin (communauté de communes), namenjena predvsem podeželju; aglomeracijska skupnost (communauté d'agglomération), namenjena krajem in srednje velikim mestom ter njihovim zaledjem; mestna skupnost (communauté urbaine), namenjena večjim mestom in njihovim predmestjem. Tem trem strukturam so dani različni nivoji finančne moči, ki se odražajo glede na njihovo velikost.

V zameno za ustanovitev skupnosti jim vlada dodeljuje denar glede na število prebivalstva. Skupnost občin dobi najmanjšo vsoto denarja na prebivalca medtem ko dobi mestna skupnost največjo vsoto denarja na prebivalca.

### Prihodnost
V prvih petih letih 21. stoletja je bilo vidnih veliko sprememb na občinskem nivoju, vendar je položaj komun še vedno negotov. Nove medobčinske povezave, oblikovane za reševanje problemov so doživele uspeh, vendar sta tako njihova moč kot tudi razmerje s komunami pod njimi in departmaji nad njimi še vedno potrebna jasne definicije v praksi.
Še vedno pa ni jasno, kam bo šel ta trend. Ali bodo imele medobčinske strukture predstavnike neposredno izvoljene od prebivalcev, kot je bilo predlagano v letu 2000? Ali ne bi to pustilo komun kot praznih administrativnih enot? Nekaj županov večjih mest je že zapustilo njihove županske stolčke, ker so postali predsedniki Mestnih skupnosti (npr. v Lillu - Metropoli). Ali pa bodo strukture na koncu razpadle, po zaustavivi njihovega financiranja s strani države? Ali pa je mogoče, kot nekateri verjamejo, da je Chevènementov zakon le prvi korak nasproti večjemu združevanju komun s poskusom skupnega delovnja in njegovih prednosti, preden bi se komune dejansko združile. V vsakem primeru se bo polemika odvijala naprej še naslednjih nekaj let.

## Administracija
Vsaka občina ima občinski svet (conseil municipal), ki ga sestavljajo občinski svetniki (conseillers municipaux). Občinski svet je zakonodajni in posvetovalni organ občine. Občinske svetnike volijo prebivalci občine za dobo 6 let. Vsako komuno vodi župan (maire), izvoljen za 6-letni mandat.